# ذى اشرع (الرضمة)
ذى اشرع هي إحدى قرى عزلة سودان بمديرية الرضمة التابعة لمحافظة إب، بلغ تعداد سكانها 2710 نسمة حسب تعداد اليمن لعام 2004.

## روابط خارجية
- المركز الوطني للمعلومات باليمن